# Team USA : Scandale dans le monde de la gymnastique
Pour plus de détails, voir Fiche technique et Distribution.
Team USA : Scandale dans le monde de la gymnastique (Athlete A) est un film documentaire américain réalisé en 2020 par Bonni Cohen et Jon Shenk. Le documentaire suit une équipe de journalistes d'investigation du Indianapolis Star au moment où elle a publié l'histoire du docteur Larry Nassar, lequel a agressé sexuellement de jeunes gymnastes, et les allégations ultérieures à l'encontre de la fédération américaine de gymnastique (USA Gymnastics) et son PDG de l'époque, Steve Penny . Il est sorti le 24 juin 2020 sur Netflix .
Le titre fait référence à la gymnaste Maggie Nichols qui a été désigné comme « Athlète A » pour protéger son identité lorsque les enquêtes sur les agressions sexuelles commises par le médecin de USA Gymnastics Larry Nassar étaient en cours.

## Synopsis
Alors qu'elle était à la recherche d'une histoire sur l'échec des écoles à signaler les cas de violences sexuelles, une source de la journaliste de l'Indianapolis Star  lui suggère de se pencher sur le cas de la fédération américaine de gymnastique (USAG). Les journalistes de The Star collaborent alors sur un article. Publié en 2014, l'article révèle que Steve Penny, président de l'USAG, a fait en sorte de couvrir des entraîneurs agresseurs. Lorsque l'article est publié, les gymnastes Rachael Denhollander, Jessica Howard et Jamie Dantzscher décident indépendamment de contacter l'équipe de The Star pour révéler qu'elles ont été sexuellement agressées par le médecin de la fédération Larry Nassar. Lors de son interview Rachel Denhollander est alors la seule à se dire enfin prête à se manifester publiquement et prévoit de parler à la police de ce qui lui est arrivé.
En 2015, la gymnaste Maggie Nichols est sexuellement agressée par Larry Nassar au Karolyi Ranch. Elle parle de ces agressions à son entraîneur qui en informe ses parents. Ses parents sont alors appelés par Steve Penny qui leur annonce avoir contacté les forces de l'ordre pour enquêter sur ces agressions.
En 2016, The Indianapolis Star publie son enquête sur Larry Nassar. Dans le même temps, Rachel Denhollander se rend à la police avec ses preuves contre le médecin. Les parents de Maggie Nichols, frustrés par le manque d'informations sur le cas de leur fille, prennent contact avec un avocat qui travaille avec d'autres victimes et découvrent que USA Gymnastics a été informé d'agressions sexuelles remontant au moins à 2012. Les poursuites pénales contre Nassar se poursuivent et il obtient un accord de plaidoyer en 2017. Néanmoins, The Star continue d'enquêter sur les agressions perpétrées par la fédération.
Le président de USA Gymnastics Steve Penny est finalement arrêté en 2017 pour avoir dissimulé les agressions de Larry Nassar.
Maggie Nichols quitte l'élite de la gymnastique après avoir été exclue de l'équipe américaine olympique de gymnastique de 2016. Le documentaire explique que cette exclusion est liée à l'implication de la gymnaste dans l'affaire Larry Nassar. Elle poursuit ensuite la gymnastique en participant au championnat de la NCAA, ce qui revigore son amour du sport.

## Sortie
La première mondiale de Team USA devait avoir lieu au Tribeca Film Festival le 17 avril 2020, mais le festival a été annulé en raison de la pandémie de COVID-19, .
Le film a finalement été présenté en avant-première lors de sa sortie sur la plateforme Netflix en date du 24 juin 2020.

## Distinctions

### Prix remportés
| Prix                                        | Date de la cérémonie | Catégorie                                                  | Destinataire(s)                                          | Ref.  |
| ------------------------------------------- | -------------------- | ---------------------------------------------------------- | -------------------------------------------------------- | ----- |
| Prix du documentaire (choix de la Critique) | 16 novembre 2020     | Meilleur documentaire sportif                              | Team USA                                                 | [ 4 ] |
| Prix du documentaire (choix de la Critique) | 16 novembre 2020     | Les sujets vivants les plus convaincants d'un documentaire | Maggie Nichols, Rachael Denhollander et Jamie Dantzscher | [ 4 ] |

### Nominations
| Prix                                         | Date de la cérémonie | Catégorie                                        | Destinataire(s)          | Ref.  |
| -------------------------------------------- | -------------------- | ------------------------------------------------ | ------------------------ | ----- |
| Prix du documentaire du choix de la critique | 16 novembre 2020     | Meilleur long métrage documentaire               | Team USA                 | [ 4 ] |
| Prix du documentaire du choix de la critique | 16 novembre 2020     | Meilleur réalisateur                             | Bonni Cohen et Jon Shenk | [ 4 ] |
| Prix du documentaire du choix de la critique | 16 novembre 2020     | Meilleur montage                                 | Don Bernier              | [ 4 ] |
| Alliance des femmes journalistes de cinéma   | 4 janvier 2021       | Meilleur documentaire                            | Athlète A                |       |
| Société des critiques de cinéma de San Diego | 11 janvier 2021      | Meilleur documentaire                            | Athlète A                | [ 5 ] |
| Hollywood Music in Media Awards              | 27 janvier 2021      | Meilleure musique originale dans un documentaire | Jeff Beal                | [ 6 ] |